# أوري صباغ
أوري صباغ (بالعبرية: אורי סבג‏) مزداد في 11 نوفمبر 1931 في مدينة آسفي، المغرب. سياسي إسرائيلي وعضو الكنيسيت في الثمانينات.

## تفاصيل
ولد أوري صباغ في مدينة آسفي ودرس علم التعدين والصلب في المدرسة الصناعية بالدار البيضاء. التحق بالمنظمة اليهودية شبه العسكرية هاماغين (الدرع) في عام 1948 ثم هاجر إلى إسرائيل عام 1951.
دخل أوري صباغ عالم السياسة وكان عضوا في نقابة الهيستدروت، أصبح نائبا في الكنيسيت الإسرائيلي بين عامي 1981 و 1984 ثم بطريقة مؤقتة عام 1988.